# Caradrina pseudocosma
Caradrina pseudocosma is een vlinder uit de familie uilen (Noctuidae). De wetenschappelijke naam van deze soort is voor het eerst geldig gepubliceerd in 1997 door Plante.
De soort komt voor in tropisch Afrika.